# Svalpösjön
Svalpösjön är en sjö i Uppvidinge kommun i Småland och ingår i Mörrumsåns huvudavrinningsområde. Sjön har en area på 0,0996 kvadratkilometer och ligger 287 meter över havet. Sjön avvattnas av vattendraget Mörrumsån (Åbyån).

## Delavrinningsområde
Svalpösjön ingår i det delavrinningsområde (634492-146192) som SMHI kallar för Utloppet av Vrången. Medelhöjden är 290 meter över havet och ytan är 14,87 kvadratkilometer. Det finns inga delavrinningsområden uppströms utan avrinningsområdet är högsta punkten. Delavrinningsområdets utflöde Mörrumsån (Åbyån) mynnar i havet. Delavrinningsområdet består mestadels av skog (79 %). Avrinningsområdet har 0,64 kvadratkilometer vattenytor vilket ger det en sjöprocent på 4,3 %.